# Station Chelles Gournay
Station Chelles-Gournay is een spoorwegstation aan de spoorlijn Noisy-le-Sec - Strasbourg-Ville. Het ligt in de Franse gemeente Chelles in het departement Seine-et-Marne (Île-de-France).

## Geschiedenis

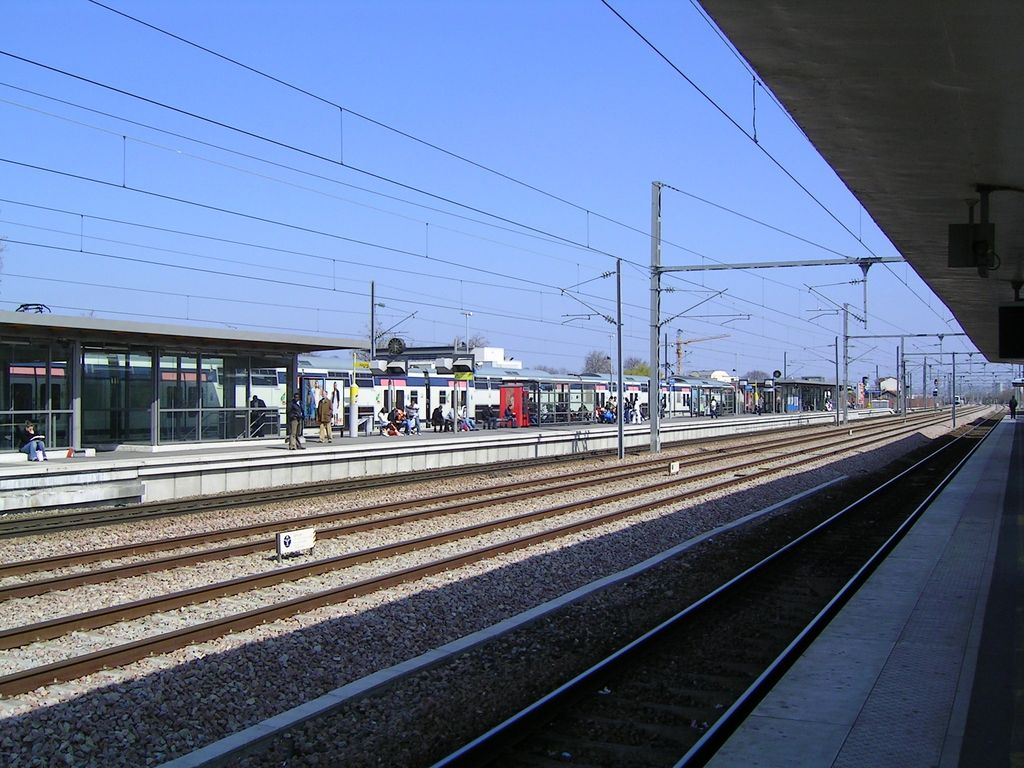
Zicht over de perrons

Het station werd op 5 juli 1849 geopend door de compagnie des chemins de fer de l'Est bij de opening van de sectie Parijs - Meaux. Sinds zijn oprichting is het eigendom van de Société nationale des chemins de fer français (SNCF).
Sinds 12 juli 1999 wordt het station aangedaan door de RER E.
In de periode tussen 1999 en 2007 werd het station grondig verbouwd, vanwege de komst van de LGV Est. De sporen lay-out werd gewijzigd, en er werden nieuwe stationsgebouwen geplaatst aan de noord en zuidzijde van het station.

## Ligging
Het station ligt op kilometerpunt 18,310 van de spoorlijn Noisy-le-Sec - Strasbourg-Ville.

## Diensten
Het station wordt aangedaan door verschillende treinen van Transilien:
- RER E tussen dit station en Haussmann Saint-Lazare
- lijn P tussen Paris-Est en Meaux.

## Vorige en volgende stations
| Richting               | Vorig station     | Lijn    | Volgend station | Richting       |
| ---------------------- | ----------------- | ------- | --------------- | -------------- |
| Haussmann Saint-lazare | Le Chénay - Gagny | RER E   | Eindbestemming  | Eindbestemming |
| Paris-Est              | Paris-Est         | Trans P | Vaires-Torcy    | Meaux          |